# Alaena hauttecoeuri
Alaena hauttecoeuri is een vlinder uit de familie van de Lycaenidae. De wetenschappelijke naam van de soort is voor het eerst geldig gepubliceerd in 1888 door Oberthür.